# Франческо Петрарка
Франче́ско Петра́рка (також просто Петрарка; італ. Francesco Petrarca; 20 липня 1304, Ареццо — 19 липня 1374, Аркуа-Петрарка) — італійський поет та літописець. Один із засновників гуманізму, його називають «батьком гуманізму».
Особливо відомі сонети Петрарки, котрі вважаються зразком жанру. Мова творів Петрарки, Данте і Боккаччо (відомі також як «три корони» = італ. tre corone) заклала основу сучасної італійської мови, зокрема першого її словника Vocabulario degli Accademici della Crusca, виданого 1612 року.

## Життя

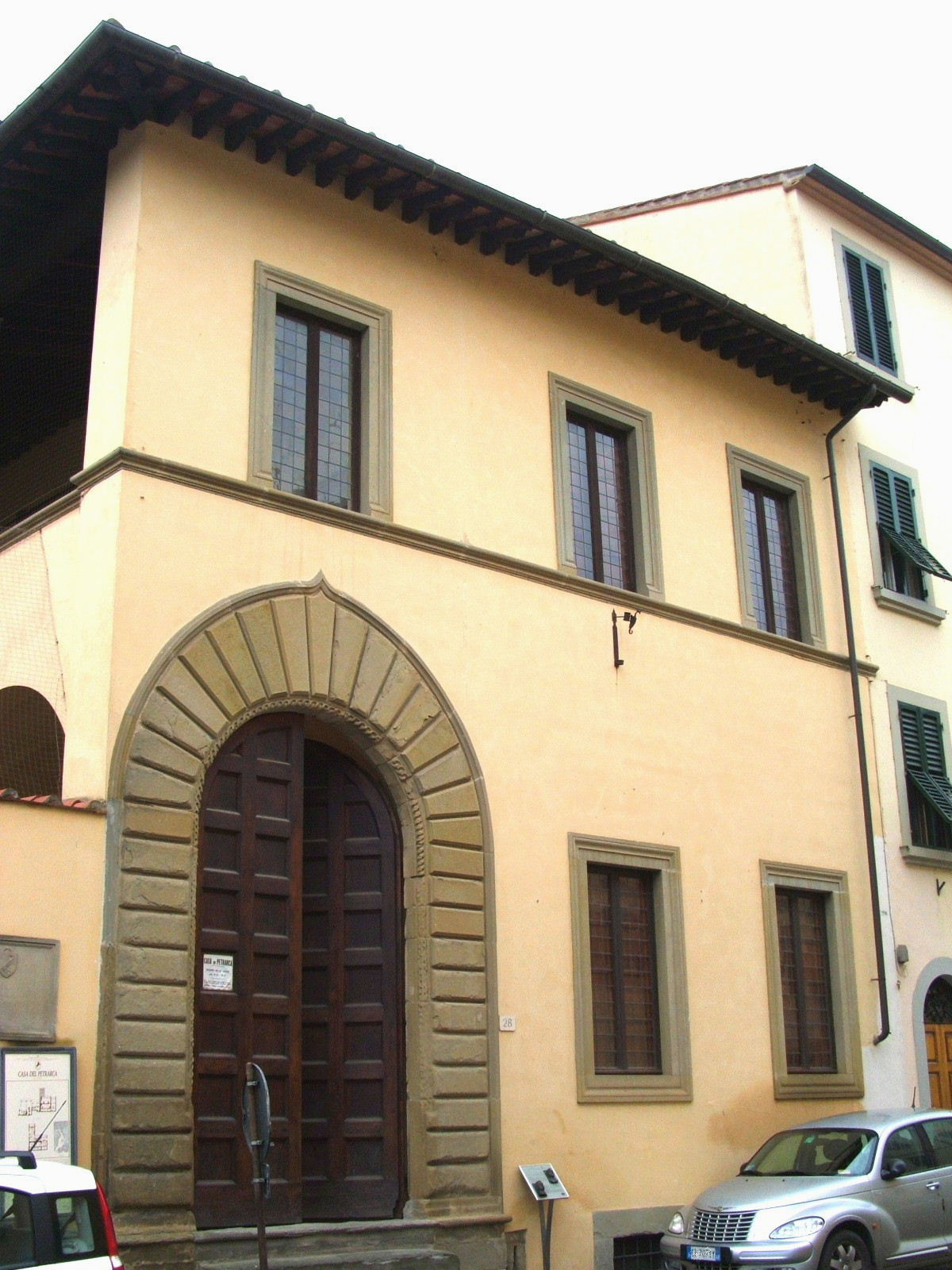
Ареццо, будинок де народився Петрарка

- 20 липня 1304 в Ареццо, поблизу Флоренції народився Франческо Петрарка. Його батько — флорентійський нотар П'єтро ді сер Паренцо (сер Петракко) був вигнаний з Флоренції (як і Данте) «чорними» ґвельфами за належність до партії «білих» ґвельфів (прихильників папи).
- 1310 Петрарка переїхав до Авіньйона (місцевість Воклюз), де жив його батько, що переселився з Італії за папою Клементом V.
- 1316 за бажанням батька Петрарка вивчав право в університетах Монпельє (1316-20) та Болоньї (1320-26), проте більше цікавився літературою та письменництвом.
- 1326 Батько помер і Петрарка кинув навчання та повернувся до Авіньйона, де працював клерком у кількох конторах, попри роботу у нього залишалося багато вільного часу, котрий він присвятив літературній творчості.
- 6 квітня 1327, за власними словами поета, у Великодню п'ятницю (хоча насправді це повинен був бути Великодній понеділок) в авіньйонській церкві Св. Клари він уперше зустрів жінку на ім'я Лаура (Петрарка)[ru] (можливо Лаура де Саде, померла від чуми у 1348 році), нерозділене кохання до котрої протягом сорока років він оспівував у численних сонетах, канцонах, секстинах, баладах та мадригалах збірки «Книга пісень» (Il Canzoniere). Існує думка, що це кохання поет вигадав як джерело натхнення своїх віршів.
- 26 квітня 1336 він разом зі своїм братом та двома слугами зійшов на гору Венту (Mont Ventoux, 1 909 м) поблизу міста Карпантра (департамент Воклюз, Франція), про що написав звіт у листі до свого друга Франческо Діоніджі (Francesco Dionigi). Оскільки це є першим відомим документом про гірську експедицію, то 26 квітня 1336 вважається днем народження альпінізму, а Петрарка його засновником (деколи «батьком альпінізму»). Водночас цей твір описував новочасне бачення природи.
- 1337 отримавши церковні синекури він придбав будиночок у долині річки Сорги, де з перервами прожив 16 років (1337—1353).
  - Поїздка до Рима, після котрої Петрарка написав свій твір Африка — епічну поему про події Другої Пунічної війни та римського генерала Публія Корнелія Сципіона Африканського, що зробило його знаменитим у Європі.
  - В Авіньйоні народився син Джованні (Giovanni), хоча прийнявши духовний сан, Петрарка не міг одружитись, він мав двох дітей (жінка/жінки невідомі).
- 1341 У Римі Петрарку як поета увінчано лавровим вінком (poeta laureatus), він став першим із часів після античного Риму, хто удостоївся цієї честі. При чому отримав такі запрошення також із Парижа та Неаполя.
- 1343 У місцевості Воклюз народилася донька Франческа (Francesca). Вона вийшла заміж за Франческоло да Броссано (Francescuolo da Brossano), котрий пізніше був виконавцем заповіту Петрарки.
- 1344 Після двох тривалих подорожей Італією (1344—1345 й 1347—1351), він установив численні дружні зв'язки, у тому числі з Боккаччо.
- 1347 Мріючи про відродження величі Стародавнього Риму, Петрарка проповідував відновлення Римської республіки, підтримуючи авантюру «трибуна» Кола ді Рієнці, що зіпсувало його стосунки з кланом Колонна й спонукало переселитися до Італії.
- 1353 Петрарка назавжди покинув Воклюз, коли на папський престол вступив Інокентій VI. Той уважав Петрарку чарівником через його заняття Вергілієм.
- 1361 Від чуми помер син Джованні.
- 1362 Народилася внучка Елетта (Eletta). Утікаючи від епідемії чуми у Європі, Петрарка переїхав у Венецію до сім'ї доньки.
- 1366 Народився онук Франческо. Помер, не досягнувши дволіття.
- 1367 Петрарка переїхав до Падови, де до кінця своїх днів занурився в релігію.
- 19 липня 1374 Петрарка помер в Аркуї (поблизу Падови, яке нині названо на його честь Аркуа-Петрарка), де і був похований. Він заповів свою бібліотеку рукописів місту Венеція, ці рукописи стали важливою часткою бібліотеки Св. Марка у Венеції (Biblioteca Nazionale Marciana)

### Post mortem
- У 2004 році святкували 700-річчя з дня народження поета. Того ж року італійські дослідники виявили, що у домовині Петрарки лежить череп, котрий, відповідно до аналізу ДНК, належав жінці. У зв'язку з цим відкриттям професор палеонтології Террібіле Вієль Марін Віто (Terribile Wiel Marin Vito) звернувся з проханням до можливих злодіїв повернути череп. Решта останків належала чоловіку приблизного росту 1,84 м, дуже ймовірно, що вони належали Петрарці. Отже, він був винятково високим порівняно з іншими людьми свого часу.[5]

## Творчість

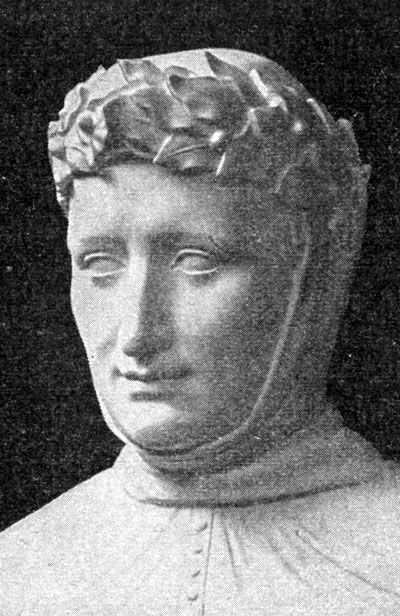
Петрарка, погруддя

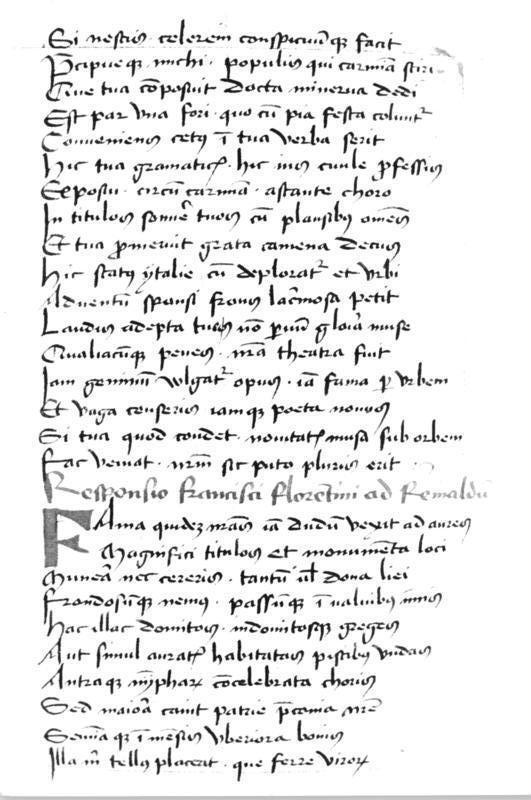
Автограф одного з віршів Петрарки

Твори Петрарки розподіляються на дві нерівні частини: італійську поезію ("Книга пісень") і різноманітні твори, написані латиною.

### Італомовна творчість
Якщо латинські твори Петрарки мають велике історичне значення, то світова слава його як поета заснована винятково на його італійських віршах. Сам Петрарка ставився до них із зневагою, як до «дрібниць», «дрібничок», які він писав не для публіки, а для себе, прагнучи «як-небудь, не заради слави, полегшити скорботне серце». Безпосередність, глибока щирість італійських віршів Петрарки обумовила їхній величезний вплив на сучасників і пізніші покоління.
Свою кохану він називає Лаурою й повідомляє про неї тільки те, що вперше побачив її в церкві Санта-Клари 6 квітня 1327 року, і що рівно через 21 рік вона померла, після чого він оспівував її ще 10 років, розбивши збірник присвячених їй сонетів і канцон (звичайно називаний «Canzoniere») на 2 частини: «на життя» й «на смерть мадонни Лаури». Як і поети «dolce stil nuovo», Петрарка ідеалізує Лауру, робить її осередком усяких досконалостей, констатує, що її краса очищає й облагороджує його психіку. Але Лаура не втрачає своїх реальних обрисів, не стає алегоричною фігурою, безтілесним символом істини й чесноти. Вона залишається реальною прекрасною жінкою, якою поет любується, як художник, знаходячи всі нові фарби для опису її краси, фіксуючи те своєрідне й неповторне, що є в даній її позі, даній ситуації.
Крім зображення кохання до Лаури в Канцоньєре міститься кілька віршів різного змісту, переважно політичного й релігійного, і алегорична картина любові поета — Тріумфи (Trionfi), у яких зображується перемога любові над людиною, цнотливості над любов'ю, смерті над цнотливістю, слави над смертю, часу над славою й вічності над часом.
Канцоньєре, що витримало вже до початку XVII століття близько 200 видань і коментоване цілою масою вчених і поетів від Л. Марсільї в XVI столітті до Леопарді в XIX столітті, визначає значення Петрарки в історії італійської й загальної літератури. Він створив істинно художню форму для італійської лірики: поезія вперше є в нього внутрішньою історією індивідуального почуття. Цей інтерес до внутрішнього життя людини проходить червоною ниткою і через латинські твори Петрарки, які визначають його значення як гуманіста.

### Латиномовна творчість
До неї відносяться, по-перше, дві його автобіографії: одна, незакінчена, у формі листа до потомства («Epistola ad posteros») викладає зовнішню історію автора, друга, у вигляді діалогу Петрарка з Блаженним Августином — «Про презирство до світу» («De contemptu mundi» або «De secreto conflictu curarum suarum», 1343), зображує його моральну боротьбу й внутрішнє життя взагалі. Джерелом цієї боротьби служить протиріччя між особистими прагненнями Петрарки і традиційною аскетичною мораллю; звідси особливий інтерес Петрарки до етичних питань, яким він присвятив 4 трактати («De remediis utriusque fortunae», «De vita solitaria», «De otio religioso» й «De vera sapientia»). У двобої з Августином, що персоніфікує релігійно-аскетичний світогляд, перемагає все-таки гуманістичний світогляд Петрарки.
Як віруючий католик, Петрарка в цих трактатах, а також у листуванні й інших творах, намагається примирити свою любов до класичної літератури (латинської, тому що грецької Петрарка не навчився) із церковною доктриною, причому різко нападає на схоластиків і на сучасне йому духівництво. Особливо — в «Листах без адреси» («Epistolae sine titulo»), переповнених різкими сатиричними випадами проти розпусних вдач папської столиці — цього «нового Вавилона».
Ці листи складають чотири книги, вони адресовані реальними або уявним особам — своєрідний літературний жанр, навіяний листами Цицерона й Сенеки, що мав шалений успіх як завдяки майстерному латинського складу, так і силі їх різноманітного й актуального змісту.
Критичне ставлення Петрарки, з одного боку, до церковної сучасності і, з другого, до давньої літератури свідчить про його підвищену самосвідомість і критичний настрій взагалі: вираженням першого служать його полемічні твори — інвектива проти медика, що насмілився поставити свою науку вище поезії й красномовства («Contra medicum quendam invectivarum libri IV»), інвектива проти французького прелата, що гудив повернення в Рим Урбана V («Contra cujusdam Galli anonymi calumni a s apologia»), така ж інвектива проти одного французького прелата, що нападав на твори й поводження Петрарка («Contra quendam Gallum innominatum, sed in dignitate positum») і полемічний трактат проти авероїстів («De sui ipsius et multorum ignorantia»).
Критицизм Петрарки і його інтерес до етичних питань виявляється й у його історичних творах — «De rebus memorandis libri IV» (збірник анекдотів і виречень, запозичених з латинських авторів і сучасних, розташованих по етичних рубриках, наприклад про самоту, про мудрість тощо; цілий трактат у другій книзі цього твору присвячений питанню про гостроти й жарти, причому численні ілюстрації до цього трактату дозволяють визнати Петрарка творцем жанру коротенької новели-анекдоту латинською мовою, що отримали подальший розвиток в «Фацеціях» Поджо Браччоліні) і «Vitae virorum illustrium» або «De viris illustribus» («Про знаменитих чоловіків») — біографії відомих римлян. Особливо важливе значення має велике листування Петрарки («Epistolae de rebus familiaribus et variae libri XXV» й «Epistolae seniles libri XVII»), що складає головне джерело вивчення його біографії та доповнення до його творів; багато з його листів являють собою моральні й політичні трактати, інші — публіцистичні статті (наприклад листи з приводу переселення пап у Рим і перевороту Кола ді Рієнцо).
Менше значення мають промови Петрарки, вимовлені їм при різних урочистих випадках, його опис визначних пам'яток на шляху від Генуї до Палестини («Itinerarium Syriacum») і латинська поезія — еклоги, у яких він алегорично зображує події зі свого особистого життя й сучасної йому політичної історії («Bucolicum carmen in XII aeglogas distinctum»), епічна поема «Африка», де оспівуються подвиги Сципіона, покаянні псалми й кілька молитов.
Значення Петрарки в історії гуманізму полягає в тому, що він заснував всі напрямки ранньої гуманістичної літератури з її глибоким інтересом до всіх сторін внутрішнього життя людини, з її критичним відношенням до сучасності й до минулого, з її спробою знайти в античній літературі засади й опору для вироблення нового світогляду й виправдання нових потреб.

## Пам'ять
На честь Петрарки названий кратер на Меркурії. Також на його честь названо астероїд 12722 Петрарка.

## Цікаві факти
- Нумерація сторінок великої книги (твори італійського поета Петрарки) дана вперше індійськими цифрами в 1471 році.
- Як твердить легенда, помер Франческо Петрарка за своїм робочим столом, поклавши голову на розгорнуту книгу.
- Українському поету і перекладачу Михайлові Оресту належить вірш «Петрарка».